# Kastlösa socken
Kastlösa socken på Öland ingick i Gräsgårds härad, ingår sedan 1971 i Mörbylånga kommun och motsvarar från 2016 Kastlösa distrikt i Kalmar län.
Socknens areal är 54,35 kvadratkilometer allt land. År 2000 fanns här 332 invånare. Tätorten Kastlösa med sockenkyrkan Kastlösa kyrka ligger i socknen. 

## Administrativ historik
Kalstlösa sockens stenkyrka är i sina äldsta delar uppförd under 1100-talets senare del. I skriftliga källor omtalas socknen första gången 1272 ('Kasterløso').
Kastlösa socken tillhörde fram till omkring 1720 Hulterstads härad, men överfördes då till Gräsgårds härad då Hulterstads härad upplöstes. Byn Parteby tillhörde ursprungligen Smedby socken, men överfördes 1885 till Kastlösa i såväl judiciellt, kameralt och kyrkligt hänseende.
Vid kommunreformen 1862 övergick socknens ansvar för de kyrkliga frågorna till Kastlösa församling och för de borgerliga frågorna till Kastlösa landskommun. Denna senare inkorporerades 1952 i Mörbylånga landskommun och uppgick 1971  i Mörbylånga kommun.  Församlingen uppgick 2002 i Mörbylånga-Kastlösa församling.
1 januari 2016 inrättades distriktet Kastlösa, med samma omfattning som församlingen hade 1999/2000.  
Socknen har tillhört samma fögderier och domsagor som Gräsgårds härad. De indelta båtsmännen tillhörde 2:a Ölands båtsmankompani.

## Geografi
Kastlösa socken ligger vid västra kusten i södra Öland. Socknen består av bördig kustslätt nedan landborgen och alvarmark (stora alvaret) ovan.

## Fornminnen
Några gravrösen från bronsåldern och ett dussin järnåldersgravfält finns här, kända är ett stort  vid Dalby och ett vid Bjärby där man funnit omkring 100 barngravar under flat mark. En runristning är känd vid kyrkan, nu försvunnen.

## Namnet
Namnet (1271 Kastarlöso), taget från kyrkbyn, består av ett förled kast, något uppkastat och efterledet lösa, äng.

## Befolkningsutveckling
| Befolkningsutvecklingen i Kastlösa socken 1750–1990                                                      | Befolkningsutvecklingen i Kastlösa socken 1750–1990 | Befolkningsutvecklingen i Kastlösa socken 1750–1990 | Befolkningsutvecklingen i Kastlösa socken 1750–1990 | Befolkningsutvecklingen i Kastlösa socken 1750–1990 |
| --- | --------------------------------------------------- | --------------------------------------------------- | --------------------------------------------------- | --------------------------------------------------- |
| |                                                     |                                                     |                                                     |                                                     |
| År |                                                     |                                                     | Folkmängd                                           |                                                     |
| 1750 | 1750                                                |                                                     | 682                                                 |                                                     |
| 1760 | 1760                                                |                                                     | 748                                                 |                                                     |
| 1769 | 1769                                                |                                                     | 753                                                 |                                                     |
| 1780 | 1780                                                |                                                     | 833                                                 |                                                     |
| 1790 | 1790                                                |                                                     | 781                                                 |                                                     |
| 1800 | 1800                                                |                                                     | 916                                                 |                                                     |
| 1810 | 1810                                                |                                                     | 853                                                 |                                                     |
| 1820 | 1820                                                |                                                     | 996                                                 |                                                     |
| 1830 | 1830                                                |                                                     | 1 102                                               |                                                     |
| 1840 | 1840                                                |                                                     | 1 129                                               |                                                     |
| 1850 | 1850                                                |                                                     | 1 211                                               |                                                     |
| 1860 | 1860                                                |                                                     | 1 221                                               |                                                     |
| 1870 | 1870                                                |                                                     | 1 176                                               |                                                     |
| 1880 | 1880                                                |                                                     | 1 152                                               |                                                     |
| 1890 | 1890                                                |                                                     | 1 014                                               |                                                     |
| 1900 | 1900                                                |                                                     | 961                                                 |                                                     |
| 1910 | 1910                                                |                                                     | 916                                                 |                                                     |
| 1920 | 1920                                                |                                                     | 953                                                 |                                                     |
| 1930 | 1930                                                |                                                     | 835                                                 |                                                     |
| 1940 | 1940                                                |                                                     | 788                                                 |                                                     |
| 1950 | 1950                                                |                                                     | 706                                                 |                                                     |
| 1960 | 1960                                                |                                                     | 631                                                 |                                                     |
| 1970 | 1970                                                |                                                     | 476                                                 |                                                     |
| 1980 | 1980                                                |                                                     | 408                                                 |                                                     |
| 1990 | 1990                                                |                                                     | 358                                                 |                                                     |
| Anm: Källor: Umeå universitet - Tabellverket 1749-1859, Demografiska databasen, CEDAR, Umeå universitet. |                                                     |                                                     |                                                     |                                                     |

### Fotnoter
1. 1 2 3  Svensk Uppslagsbok andra upplagan 1947–1955: Kastlösa socken
2. 1 2  Harlén, Hans; Harlén Eivy (2003). Sverige från A till Ö: geografisk-historisk uppslagsbok. Stockholm: Kommentus. Libris 9337075. ISBN 91-7345-139-8
3. 1 2  Det medeltida Sverige 4:3 Öland
4. ↑  ”Församlingar”. Statistiska centralbyrån. https://www.scb.se/hitta-statistik/regional-statistik-och-kartor/regionala-indelningar/forsamlingar/. Läst 30 december 2022.
5. ↑  Administrativ historik för Kastlösa socken (Klicka på församlingsposten). Källa: Nationella arkivdatabasen, Riksarkivet.
6. 1 2  Sjögren, Otto (1931). Sverige geografisk beskrivning del 2 Östergötlands, Jönköpings, Kronobergs, Kalmar och Gotlands län. Stockholm: Wahlström & Widstrand. Libris 9939
7. 1 2 3  Nationalencyklopedin
8. ↑  Fornlämningar, Statens historiska museum: Kastlösa socken
9. ↑  Fornminnesregistret, Riksantikvarieämbetet: Kastlösa socken Fornminnen i socknen erhålls på kartan genom att skriva in sockennamn (utan "socken") i "Ange geografiskt område"